# Кожевников, Андрей Дмитриевич
Андрей Дмитриевич Кожевников (1933 — 2011) — советский и российский хоровой дирижёр, педагог, народный артист России (1994).

## Биография
Андрей Дмитриевич Кожевников родился в 1933 году. В 1944—1951 годы учился в Московском хоровом училище у А. В. Свешникова. В 1956 году окончил Московской консерватории (класс профессора С. К. Казанского), а затем там же окончил аспирантуру у А. В. Свешникова.
С 1953 года начал активную концертную деятельность, работая с любительскими и профессиональными хорами. В 1953—1957 годах руководил Московским хором молодёжи и студентов при Московской консерватории (совместно с Б. Г. Тевлиным). В 1957—1967 годах был руководителем хора Дворца культуры ЗИЛа. В 1968 году вернулся на один сезон хормейстером в родное Московское хоровое училище.
В 1958—1962 годах был хормейстером Государственного академического русского хора СССР.
В 1969 создал Московский хор учителей.
С 1970 года стал хормейстером Московского областного хора, с 1976 года — главным дирижёром, а с 1993 года был художественным руководителем хора (сейчас Государственный академический Московский областной хор имени А. Д. Кожевникова Московской областной филармонии). Был автором многочисленных хоровых переложений и обработок для любительских хоров.
В 1988—1993 годах одновременно управлял Смешанным хором дирижёров-хормейстеров России.
С 1962 года преподавал в Государственном московском педагогическом институте имени В. И. Ленина (ныне Московский педагогический государственный университет).

Могила Кожевникова на Пятницком кладбище Москвы.

Умер в 2011 году.

## Награды и премии
- Заслуженный артист РСФСР (03.03.1981)[1].
- Народный артист России (11.01.1994)[2].
- Орден Дружбы (11.06.2003)[3].

## Память
- Именем А. Д. Кожевникова назван Государственный академический Московский областной хор, где он был долгое время художественным руководителем.